# Philip Repington
Philip Repington (c. 1345 - c. 1424) fue un religioso agustino inglés o galés, obispo de Lincoln y cardenal. 

## Biografía
Educado en el Broadgates Hall de la Universidad de Oxford, donde se doctoró en teología, y profeso en los Canónigos regulares de san Agustín en la abadía de Saint Mary de Pratis en Leicester, inicialmente fue seguidor de los lolardos de John Wyclif, hasta que en el año 1382, excomulgado por el metropolitano William Courtenay, se retractó para volver a la fe católica. 
Era canciller de la universidad cuando el recién ascendido al trono de Inglaterra Enrique IV le nombró su confesor y capellán, y en 1404 obispo de Lincoln, recibiendo la consagración al año siguiente de manos del arzobispo de Canterbury Thomas Arundel. 
Gregorio XII le creó cardenal del título de los Santos Nereo y Aquileo en el consistorio celebrado el 19 de septiembre de 1408, aunque no está claro si continuó como tal: algunos autores dicen que rechazó el capelo, otros, que su elección fue invalidada por el Concilio de Pisa de 1409, que anuló las decisiones papales, y restituida cinco años después en el Concilio de Constanza, y otros más, que siguió en el cardenalato hasta su muerte.
Tras renunciar al obispado en 1419, falleció en fecha y lugar inciertos cerca del año 1424, y fue sepultado en la catedral de Lincoln.